# 安倍小殿小鎌
安倍小殿 小鎌（あべのおて の おかま、生没年不詳）は、飛鳥時代の官人。冠位は大山上。

## 経歴
孝徳朝（在位645年-654年）において、朱砂を採取するために伊予国に派遣される。伊予国で秦氏（秦首）の娘を娶り、伊予麻呂を儲けたが、伊予麻呂は母方の氏姓である秦首姓を継いだ。なお、小鎌の冠位は大山上であった。
称徳朝の天平神護2年（766年）伊予麻呂の子孫である秦浄足ら11名が父系の氏姓である阿陪小殿朝臣姓への改姓を求め、許されている。